# عبد العزيز بن يحيى الكناني
عبد العزيز بْن يحيى بْن عبد العزيز بن مسلم بن ميمون، الكناني المكي (تُوفي في 240 هجريًا الموافق 854 ميلاديًا) هو فقيهٌ مناظر من تلاميذ الشافعي. يُعرفه «كتاب العرش» بأنه «عبد العزيز بن يحيى الكناني -صاحب الحيدة، والمناظرة في خلق القرآن مع بشر المريسي، بين يدي المأمون بن هارون الرشيد».

## سيرته
يُعد تاريخ ميلاد عبد العزيز بْن يحيى بْن عبد العزيز بن مسلم بن ميمون، الكناني المكي مجهولًا، ولكنه من المعلوم أنهُ تُوفي في 240 هجريًا الموافق 854 ميلاديًا. قال الدَّارَقُطْنِيّ: قرأت في كتاب داود بن علي الأصبهاني الذي صنفه في فضائل الشافعي، وذكر فيه أصحابه الذين أخذوا عنه، فقال: وقد كان أحد أتباعه والمقتبسين عنه، والمعترفين بفضله عبد العزيز بن يحيى الكناني المكي، كان قد طالت صحبته للشافعي واتباعه له، وخرج معه إلى اليمن، وآثار الشافعي في كتب عبد العزيز المكي بينة عند ذكر الخصوص والعموم والبيان.
كان عبد العزيز قد خاض مناظرةً مع بشر المريسي حول خلق القرآن وذلك في عهد المأمون بن هارون الرشيد في عام 218 هجريًا. نقل الْخَطِيب أن عبد الْعَزِيز دخل على أحمد بن أبي دؤاد المعتزلي وَهُوَ مريض بمرض الشلل النِّصفي (الفالج) فَقال له: «إني لم آتِك عَائِدًا وَلَكِن جِئْت لِأحْمَد الله أن سجنك في جِلْدك».
من شيوخه: الشافعي، سفيان بن عيينة، مروان بن معاوية الفزاري. ومن تلاميذه: الحسين بن الفضل البجلي، أبو العيناء محمد بن القاسم بن خلاد، أبو بكر يعقوب.

## مؤلفاته
من كتبه:
- «الحيدة والاعتذار في الرد على من قال بخلق القرآن»، كان قد طُبع عدة طبعات منها طبعة بتحقيق الدكتور علي بن محمد بن ناصر فقيهي، وقد قدم له بمقدمة تؤيد صحة نسبة الكتاب للكناني، كما طبع الكتاب في مركز شؤون الدعوة بالجامعة الإسلامية بالمدينة المنورة.[2]
- «النظر والأحكام في جميع أحوال السوق»[6]